# Adenes le Roi
Adenes le Roi var en fransk skald som levde under senare hälften av 1200-talet. Han skrev ett antal episka dikter över sagohistoriska ämnen, mestadels hämtade från den karolingiska sagocykeln (Berte aus grans pies, Enfances Ogier, Beuvon de Commarcis och Cléomadès eller Lichevals de fust, hans längsta dikt, på omkring 20 000 verser), som på sin tid var mycket populära.